# 브루드
브루드(The Brood)는 캐나다에서 제작된 데이빗 크로넨버그 감독의 1979년 공포 영화이다. 올리버 리드 등이 주연으로 출연하였고 클로드 헤루 등이 제작에 참여하였다.

## 출연

### 주연
- 올리버 리드
- 사만다 에가

### 조연
- 아트 힌들
- 헨리 벡맨
- 누알라 핏제랄드
- 신디 힌즈